# Onthophagus sundanensis
Onthophagus sundanensis es una especie de insecto del género Onthophagus, familia Scarabaeidae, orden Coleoptera.
Fue descrita científicamente por Lansberge en 1883.